# Le correzioni
Le correzioni è il terzo romanzo di Jonathan Franzen, un esempio di stile post-modernista nell'affrontare la società americana prima della caduta rovinosa della borsa e dell'ottimismo proprio degli anni ottanta. Il romanzo, che ha reso celebre lo scrittore, ha vinto il National Book Award e il James Tait Black Memorial Prize.
I protagonisti del romanzo, che si incentra sulle relazioni umane, sono i membri della famiglia Lambert, originari di una piccola città del Midwest americano: la madre apprensiva Enid, il marito in pensione Alfred, e i tre figli Gary, Chip e Denise.

## Trama
(Incipit del romanzo nella traduzione italiana di Silvia Pareschi)
Delusa dal matrimonio, e alla ricerca di un piacere illusorio su cui proiettare la propria felicità, Enid Lambert si è imposta un obiettivo: riunire per un "ultimo" grande Natale tutta la famiglia. Questo desiderio si trasforma ben presto in un'ossessione, perché Enid, nell'osservare la realtà, non può esimersi dall'applicare delle "correzioni": correggere le cose, in una perpetua illusione di credere di aver capito "cosa non funziona", in sé e negli altri, e di poter dire "da oggi qualcosa cambierà".
Uno dopo l'altro, pur nella loro diversità, e con diverse sfumature, anche gli altri personaggi finiranno per avere lo stesso atteggiamento. Come suo marito Alfred, introverso e dispotico, ingegnere di una compagnia ferroviaria in pensione. Malato di Parkinson, sprofonda ogni giorno di più nella demenza, visitato dalle allucinazioni e dagli incubi: la famiglia ha programmato per lui una cura che, significativamente, si chiama Corecktall. O come il figlio Gary, dirigente di banca, nevrotico e materialista, sposato con una donna infantile ed egoista che lo ha fatto cadere in depressione, che cerca di convincersi che tutto sia a posto, nonostante chiari segni del contrario, occasione per Franzen di dare un ritratto impietoso alla vita di coppia, dei tentativi di cambiarsi e di cambiare il partner, oppure come la figlia Denise, chef di successo con tendenze lesbiche, invischiata in relazioni travagliate, ed avvinghiata al mantra "ma questa volta sarà diverso". O come il secondogenito Chip, beniamino di papà Alfred, intellettuale cacciato dal college dove insegnava per aver sedotto un'allieva, intento a riscrivere e "correggere" per l'ennesima volta la stessa sceneggiatura.

## Adattamento cinematografico
I diritti del libro vennero opzionati dal produttore Scott Rudin per la Paramount Pictures durante l'agosto 2001. Il film entrò in pre-produzione nel 2002, e mentre il drammaturgo David Hare iniziava a stendere la sceneggiatura, i media indicarono Stephen Daldry come regista. In ottobre Entertainment Weekly citò Gene Hackman come interprete per Alfred e Cate Blanchett per Denise.
Per tre anni però il progetto si fermò, e nel 2005 la rivista Variety informò del coinvolgimento di Robert Zemeckis come revisore dello script di Hare; successivamente giunse la conferma dell'ingaggio di Daldry alla regia. Nel nuovo cast voci non confermate indicarono Judi Dench per il ruolo di Enid, e Brad Pitt, Tim Robbins e Naomi Watts in parti ancora da definire. Nel 2007 venne poi confermato che Hare era tornato per riscrivere la sceneggiatura.
Nel 2012 sarebbero dovute iniziare le riprese della serie-tv per HBO, scritta dallo stesso Franzen con Noah Baumbach e prevista per il 2013. Il cast avrebbe dovuto comprendere Chris Cooper e Dianne Wiest nel ruolo dei genitori e Ewan McGregor in quello di Chip, ma il 1º maggio 2012 la HBO confermò l'intenzione di abbandonare definitivamente il progetto.

## Edizioni italiane
- Jonathan Franzen, Le correzioni, traduzione di Silvia Pareschi, Collana Supercoralli, Torino, Einaudi, 2002,  p. 599, ISBN 88-06-16037-0. - Collana Super ET, Torino, Einaudi, 2005, ISBN 88-06-17449-5, pp.604; eBook, Einaudi, 2010, ISBN 978-88-584-0351-8.